# 2239 Paracelsus
2239 Paracelsus è un asteroide della fascia principale del diametro medio di circa 38,93 km. Scoperto nel 1978, presenta un'orbita caratterizzata da un semiasse maggiore pari a 3,1983150 UA e da un'eccentricità di 0,0980724, inclinata di 10,91084° rispetto all'eclittica.
L'asteroide è dedicato al medico e alchimista svizzero Paracelso.